# Гановер (Іллінойс)
Гановер (англ. Hanover) — селище (англ. village) в США, в окрузі Джо-Дейвісс штату Іллінойс. Населення — 863 особи (2020).

## Географія
Гановер розташований за координатами 42°15′17″ пн. ш. 90°16′15″ зх. д. / 42.25472° пн. ш. 90.27083° зх. д. (42.254813, -90.270897).  За даними Бюро перепису населення США в 2010 році селище мало площу 2,73 км², уся площа — суходіл. В 2017 році площа становила 2,91 км², уся площа — суходіл.

## Демографія
Згідно з переписом 2010 року, у селищі мешкали 844 особи в 386 домогосподарствах у складі 218 родин. Густота населення становила 309 осіб/км².  Було 474 помешкання (174/км²).
Расовий склад населення:
| - 96,3 % — білих - 1,4 % — чорних або афроамериканців - 0,2 % — азіатів - 0,1 % — корінних американців |

До двох чи більше рас належало 1,9 %. Частка іспаномовних становила 2,6 % від усіх жителів.
За віковим діапазоном населення розподілялося таким чином: 23,5 % — особи молодші 18 років, 56,5 % — особи у віці 18—64 років, 20,0 % — особи у віці 65 років та старші. Медіана віку мешканця становила 43,6 року. На 100 осіб жіночої статі у селищі припадало 94,9 чоловіків;  на 100 жінок у віці від 18 років та старших — 90,0 чоловіків також старших 18 років.
Середній дохід на одне домашнє господарство  становив 47 881 долар США (медіана — 40 938), а середній дохід на одну сім'ю — 58 897 доларів (медіана — 50 000). За межею бідності перебувало 17,1 % осіб, у тому числі 18,4 % дітей у віці до 18 років та 5,6 % осіб у віці 65 років та старших.
Цивільне працевлаштоване населення становило 346 осіб. Основні галузі зайнятості: виробництво — 20,8 %, транспорт — 14,2 %, мистецтво, розваги та відпочинок — 13,9 %.